# Dan Koullou (Guidan Amoumoune)
Dan Koullou (auch: Dan Kolou, Dan Koulou, Dan Kullu) ist ein Dorf in der Landgemeinde Guidan Amoumoune in Niger.

## Geographie
Das von einem traditionellen Ortsvorsteher (chef traditionnel) geleitete Dorf befindet sich rund 27 Kilometer nordwestlich des Hauptorts Guidan Amoumoune der gleichnamigen Landgemeinde, die zum Departement Mayahi in der Region Maradi gehört. Zu den Siedlungen in der näheren Umgebung von Dan Koullou zählen Baja Kouykouyo im Osten, Mafarawa im Südosten sowie Ali Kalla und Alforma im Südwesten.
Es herrscht das Klima der Sahelzone vor, mit einer durchschnittlichen jährlichen Niederschlagsmenge zwischen 300 und 400 mm. Die Landschaft zwischen den Trockentälern Goulbin Kaba und Tarka, in der das Dorf liegt, ist von alten, unbeweglichen Dünen geprägt.

## Bevölkerung
Bei der Volkszählung 2012 hatte Dan Koullou 2390 Einwohner, die in 341 Haushalten lebten. Bei der Volkszählung 2001 betrug die Einwohnerzahl 1698 in 211 Haushalten und bei der Volkszählung 1988 belief sich die Einwohnerzahl auf 1693 in 236 Haushalten.
Die Bevölkerungsdichte in diesem Gebiet ist für nigrische Verhältnisse hoch.

## Wirtschaft und Infrastruktur
In Dan Koullou wird ein Wochenmarkt abgehalten. Der Markttag ist Mittwoch. Der Markt wurde im zweiten Viertel des 20. Jahrhunderts etabliert. Das Gebiet der Ebenen im südlichen Teil der Region Maradi, in dem die Siedlung liegt, ist von einer anhaltenden Degradation der ackerbaulichen Flächen gekennzeichnet, die mit der hohen Bevölkerungsdichte in Zusammenhang steht. Im Dorf ist ein Gesundheitszentrum des Typs Centre de Santé Intégré (CSI) vorhanden. Es gibt eine Schule. Das nigrische Unterrichtsministerium richtete 1996 gemeinsam mit dem Welternährungsprogramm der Vereinten Nationen zahlreiche Schulkantinen in von Ernährungsunsicherheit betroffenen Zonen ein, darunter eine für Kinder transhumanter Hirten in Dan Koullou. Durch das Dorf verläuft die 145,6 Kilometer lange Landstraße RR4-003 zwischen Bader Tanko und Saé Saboua.